# Discworld
Discworld (с англ. — «Мир-диск, плоский мир») — серия приключенческих компьютерных игр от компании Perfect Entertainment, основанных на одноимённой серии книг Терри Пратчетта.

## Серия
1. Discworld (производство Teeny Weeny Games и Perfect 10 Productions, 1995), это юмористический мультипликационный квест по мотивам романа «Стража! Стража!» (англ. Guards! Guards): над Анк-Морпорком нависла угроза в виде огнедышащего дракона, но разбираться с этой напастью приходится не городской страже, а трусливому волшебнику Ринсвинду (Rincewind).
2. Discworld 2: Missing, presumed… !? (производство Perfect Entertainment, 1996), в этой части игры Смерть берёт отпуск, и все умершие персонажи становятся бродящими неупокоенными. Спасти положение должен всё тот же Ринсвинд.
3. Discworld Noir (производство Perfect Entertainment, 1999), созданный с использованием элементов трёхмерной графики, этот квест резко отличается от своих предшественников. Несмотря на обилие юмора, игра выдержана в мрачной манере и повествует о невесёлых приключениях частного детектива (а в прошлом ночного стражника Анк-Морпорка) по имени Льютон (Lewton).